# Pterolophia gigas
Pterolophia gigas là một loài bọ cánh cứng trong họ Cerambycidae.